# Rom-Ciampino flygplats
Rom Ciampino flygplats (italienska: Aeroporto di Roma-Ciampino eller Giovan Battista Pastine Airport) är en civil och militär flygplats utanför Rom i Italien. Flygplatsen ligger 15 km sydost om centrala Rom, strax utanför motorvägen A90 som går i en cirkel runt staden. Det är en av två stora flygplatser i Rom. Den andra är Fiumicino.

## Historia
Flygplatsen öppnades år 1916 och är en av de äldsta flygplatserna som fortfarande är i drift. Det var Roms största flygplats fram till 1960, då den nya Fiumicino-flygplatsen öppnade. Därefter har Ciampino mest hanterat charter, VIP-flygningar och lågprisflyg. 
Lågprisbolagen har de senaste åren ökat rejält på Ciampino, och det är nu en av de största och snabbast växande flygplatserna i Italien. Antalet passagerare år 2007 var 5.402.000. Trafiken har ökat så mycket att klagomål på buller nu tvingat de italienska myndigheterna att planera för en tredje flygplats i Rom, som kan ta över en del av trafiken från Ciampino. I november 2007 beslutades det att Rom Viterbo Airport blir Roms tredje flygplats. Flygplatsen är en bra flygplats enligt omdömena.
I början av 2007 byggdes terminalerna på flygplatsen ut.

## Marktransport[3]

### Buss
- Bussbolagen COTRAL och Schiaffini kör bussar till Anagnina tunnelbanestation. Tunnelbana till Roma Termini tar sedan ungefär en halvtimme.
- Regelbundna bussar går till den lokala järnvägsstationen i Ciampino, varifrån det går tåg till Roma Termini. Restiden är drygt 45 minuter.
- Bussbolagen Terravision, Schiaffini och BusShuttle kör bussar direkt till Roma Termini, restid ca 40 minuter.[4]

### Taxi
- Den fasta avgiften för en taxiresa mellan flygplatsen och centrala Rom (innanför Aurelianusmuren) är € 30, vilket inkluderar upp till fyra passagerare och bagage.[5]

### Bil
- Biluthyrning finns på flygplatsen.[6]

## Säkerhet
Flygplatsen är både civil och militär, vilket innebär högre säkerhet eftersom vaktstyrkorna på flygplatsen utgörs av militärpolisen Carabinieri. Ciampino används som flygplats för de flesta delegationer och statsbesök när de besöker Italien. Ciampino har även egen brandstation och ambulansstation, som de flesta stora flygplatser har, för att vid eventuell olycka undsätta nödställda.